# Harold Stamper
Harold Jack Stamper (Stockton-on-Tees, 6 d'octubre de 1889 - Durham, gener de 1939) va ser un futbolista anglès que va competir a començament del segle xx. Jugà com a centrecampista i en el seu palmarès destaca la medalla d'or en la competició de futbol dels Jocs Olímpics d'Estocolm, el 1912.
Pel que fa a clubs, jugà sempre al Stockton F.C.. El 1912 guanyà la FA Amateur Cup. L'any 1922 arribà al FC Barcelona, per mediació de Jack Greenwell, però només disputà sis amistosos amb el club. A continuació fou jugador de la UD Girona.